# Гимназија „Георги Димитров” Скопље
Гимназија „Георги Димитров” налази се у Скопљу, у општину Карпош. Назив је добила по револуционару Георги Димитрову.

## Историја
Школа је изграђена 1964. уз помоћ бугарске владе пошто је земљотрес погодио Скопље годину дана раније. Гимназијалци су се ту школовали до 1984. године, када су почеле реформе у образовном систему. Школа је 1989. функционисала у саставу Средње школе „Здравко Цветковски” као школски центар. У њој су били смештени ученици дрвопрерађивачке струке. Ta струка се 1989. одвојила као посебна школа под називом „Георги Димитров”. Гимназијско образовање је поново уведено 1998. године, а 2000. и шумарска струка.

## Значајне особе
- Бранко Црвенковски, македонски политичар и бивши председник Северне Македоније
- Влатко Стефановски, македонски гитариста
- Васил Тупурковски, македонски политичар и професор
- Игор Џамбазов, македонски уметник, шоумен, ТВ водитељ и музичар